# Paronychia herniarioides
Paronychia herniarioides är en nejlikväxtart som först beskrevs av André Michaux, och fick sitt nu gällande namn av Thomas Nuttall. Paronychia herniarioides ingår i släktet prasselörter, och familjen nejlikväxter. Inga underarter finns listade i Catalogue of Life.